# カレンO
カレンO（カレン・オー、本名: Karen Lee Orzolek, 1978年11月22日 - ）は、ニューヨークで結成されたロックバンドヤー・ヤー・ヤーズのボーカリスト。

## 生い立ち
韓国人の母とポーランド人の父の間に生まれる。韓国で生まれ、ニュージャージー州イングルウッドで育った。オベリン大学で学んだ後、ニューヨーク大学ティッシュ芸術学校へ移った。現在はロサンゼルスを拠点にしている。

## キャリア
ヤー・ヤー・ヤーズのフロントウーマンとしてよく知られる。また、友人のファッション・デザイナークリスチャン・ジョイが制作した奇抜なファッションでも注目を集めている。バンドを始めた頃は、ライブ中に奇抜な行動をとっていたことで知られるようになった。
『PLAYBOY』の表紙を飾るオファーを受けたことがあったが、「将来やるかもしれないが、今やるべきこととは思えない」として断った。しかしその後のAP通信のインタビューで、もう絶対にやる気はないと語った。
2003年、オーストラリアでリヴィッド・フェスティバルのツアー中、シドニーのメトロ・シアターのサイドショーでダンス中にステージを踏み外し、渋々病院に運ばれた。数日後、ライアーズのアンガス・アンドリューに車椅子を押されて姿を現した。
2004年と2005年の2回にわたり『スピン』誌の「セックスの女神」賞に選ばれた。2006年には『ブレンダー』誌の「最もセクシーなロックミュージシャンの女性」の一人に選ばれた。
2008年、「ネイティブ・コリアン・ロック」というサイド・プロジェクトを立ち上げた。

### サウンドトラック
2005年の映画『蝋人形の館』の中の曲 "Cut Me Up" でハー・マー・スーパースターと共演。『jackass number two』では、ピーチズ、ジョニー・ノックスヴィルと "Backass" を録音した。2007年の『アイム・ノット・ゼア』ではボブ・ディランの「追憶のハイウェイ 61」をカバーした。2011年のデヴィッド・フィンチャー監督の映画『ドラゴン・タトゥーの女』では、トレント・レズナーと連名でレッド・ツェッペリンの「移民の歌」をカバーしている。

### 『かいじゅうたちのいるところ』
元恋人のスパイク・ジョーンズが監督した2009年の映画『かいじゅうたちのいるところ』では、カーター・バーウェルとともに作曲の全てを担った。サウンドトラックは「カレンO・アンド・ザ・キッズ」名義で発表された。ヤー・ヤー・ヤーズのバンド仲間ニック・ジナーと作曲した「オール・イズ・ラヴ」は、第52回グラミー賞の「映画、テレビその他映像メディア用に作曲された曲」にノミネートされた。